# Râul Valea Caselor, Lăpuș
Râul Valea Caselor este un curs de apă, afluent al râului Lăpuș.

## Hărți
- Harta județului Maramureș
- Harta munții Țibleș  Arhivat în 11 octombrie 2008, la Wayback Machine.